# فومییا کوبایاشی
فومییا کوبایاشی (انگلیسی: Fumiya Kobayashi؛ زادهٔ ۱۱ مه ۱۹۸۷) بازیکن فوتبال اهل ژاپن است.